# Giuseppe Pecci (Kardinal, 1776)

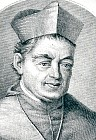
Giuseppe Kardinal Pecci

Giuseppe Pecci (* 13. April 1776 in Gubbio; † 21. Januar 1855 ebenda) war Bischof von Gubbio und Kardinal der Römischen Kirche. Er war nicht verwandt mit den beiden anderen Kardinälen des 19. Jahrhunderts namens Pecci; Gioacchino Pecci, dem späteren Papst Leo XIII., und dessen Bruder Giuseppe Pecci SJ.

## Leben
Giuseppe Pecci war der Sohn des Grafen Luigi Pecci, Gonfaloniere der Justiz in Gubbio, und dessen Gemahlin Gräfin Anna Carbonana. Er wurde am 22. Mai 1785 gefirmt. Er studierte am Seminar von Gubbio und an der Universität Perugia, die er am 8. Mai 1800 mit einem Doktorgrad in Philosophie und Theologie abschloss. Bereits am 23. März 1799 hatte er das Sakrament der Priesterweihe empfangen. In seiner Heimatdiözese Gubbio wurde er 1820 Dompropst und im folgenden Jahr Generalvikar.
Am 22. November 1839 wurde Giuseppe Pecci von Papst Gregor XVI. zum Titularbischof von Caesaropolis und zum Administrator der Diözese Gubbio ernannt. Die Bischofsweihe spendete ihm am 8. Dezember 1839 in Rom Kardinal Costantino Patrizi Naro; Mitkonsekratoren waren Erzbischof Fabio Maria Asquini und Erzbischof Vincenzo Massi. Am 1. März 1841 wurde ihm der Bischofssitz von Gubbio übertragen. Gregor XVI. verlieh ihm am 30. März 1841 den Titel Päpstlicher Thronassistent.
Papst Pius IX. erhob Giuseppe Pecci im Konsistorium vom 30. September 1850 zum Kardinalpriester und verlieh ihm am 3. Oktober desselben Jahres den Kardinalshut und die Titelkirche Santa Balbina.
Giuseppe Pecci starb in Gubbio und wurde in der dortigen Kathedrale beigesetzt.